# 中央苏区（闽西）历史博物馆
中央苏区（闽西）历史博物馆，位于福建省龙岩市新罗区北环西路51号，是龙岩市唯一全面反映闽西革命史、重点反映中央苏区（闽西）历史的综合性专题博物馆。

## 简介
1984年，在谭震林等老一辈无产阶级革命家提议下，始建闽西革命历史博物馆，1986年建成，1989年正式对外开放。2009年陈列全面改版，同时改造了周边环境。2009年5月被国家文物局评为国家二级博物馆。2014年4月更名为中央苏区（闽西）历史博物馆。2017年被中国博物馆协会评为第三批国家一级博物馆。1988年中共中央办公厅主任温家宝、1996年中共福建省委副书记习近平、2004年中共中央政治局常委李长春等领导曾来本馆视察。
中央苏区（闽西）历史博物馆占地面积30亩，建筑面积7000多平米，展厅面积5000多平米，馆藏文物将近两万件。馆内主要设有《红色闽西》基本陈列以及《中央苏区·福建》、《闽西红土名人》等专题陈列。      
中央苏区（闽西）历史博物馆先后成为全国爱国主义教育示范基地、国家国防教育示范基地、全国青少年爱国主义教育基地、国家公务员局公务员特色实践教育基地现场教学点、井冈山干部学院现场教学点、全国社会科学普及教育基地等，并被评为国家3A级旅游景区。      